# Туманян (місто)
Туманя́н (вірм. Թումանյան) — місто на півночі Вірменії у марзі (області) Лорі.
Місто названо на честь видатного вірменського письменника Ованеса Туманяна.
Туманян розташований на правому березі річки Дебед, за 152 км від Єревана, відомий давніми церквами, зокрема монастирським комплексом Кобер Ванк (XII—XIII ст.).

## Фотогалерея

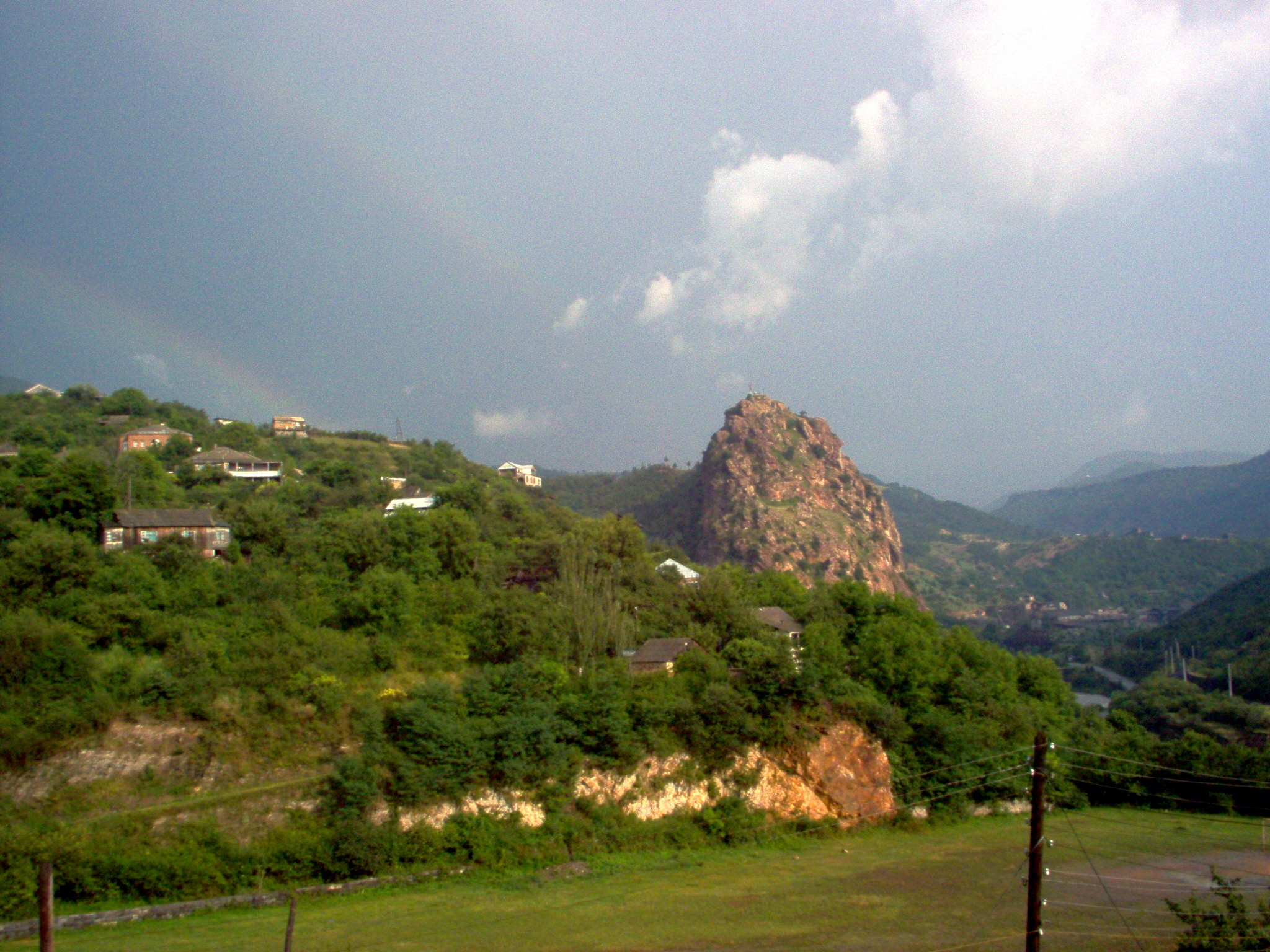
Місто навесні
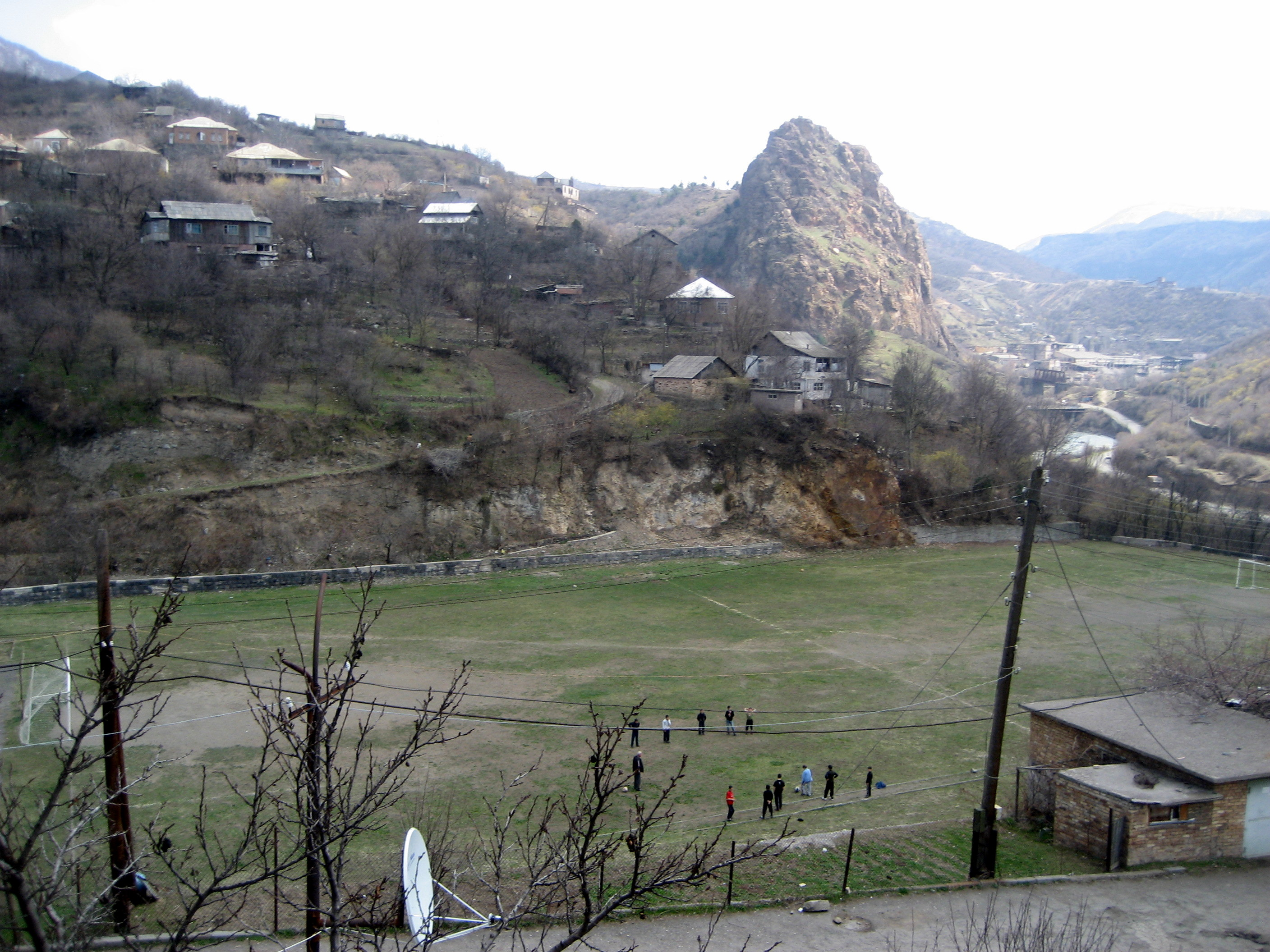
Місто влітку